# فريمان نولز
فريمان نولز (بالإنجليزية: Freeman Knowles) هو محامي وصحفي وسياسي أمريكي، ولد في 10 أكتوبر 1846، وتوفي في 1 يونيو 1910 في الولايات المتحدة. حزبياً، نشط في حزب الشعب. وقد انتخب عضو مجلس النواب الأمريكي.